# Herbéviller
Herbéviller är en kommun i departementet Meurthe-et-Moselle i regionen Grand Est (tidigare regionen Lorraine) i nordöstra Frankrike. Kommunen ligger i kantonen Blâmont som tillhör arrondissementet Lunéville. År 2022 hade Herbéviller 213 invånare.

## Befolkningsutveckling
Antalet invånare i kommunen Herbéviller
| Referens: INSEE |